# Congress for Progressive Change
Het Congress of Progressive Change (Nederlands: Congres voor Progressieve Verandering) was een Nigeriaanse politieke partij die van 2009 tot 2013 bestond. De partij was gematigd liberaal en combineerde progressieve en conservatieve standpunten. Bovenal was de partij federalistisch.
Bij de presidentsverkiezingen van 2011 steunde het CPC de kandidatuur van Muhammadu Buhari 32% van de stemmen. Hij eindigde op de tweede plaats, achter Goodluck Jonathan van de Peoples Democratic Party die werd gekozen tot president van het land. Bij de gelijktijdig gehouden parlementsverkiezingen verwierf de partij wel 38 van de 360 zetels in het Huis van Afgevaardigden.
In 2013 fuseerden het Congress for Progressive Change, het Action Congress of Nigeria en de All Nigeria People's Party tot het All Progressives Congress (APC). Het CPC geldt als het meest invloedrijke groep binnen het APC.